# Minnesmärket för de homosexuella som förföljdes av nazisterna

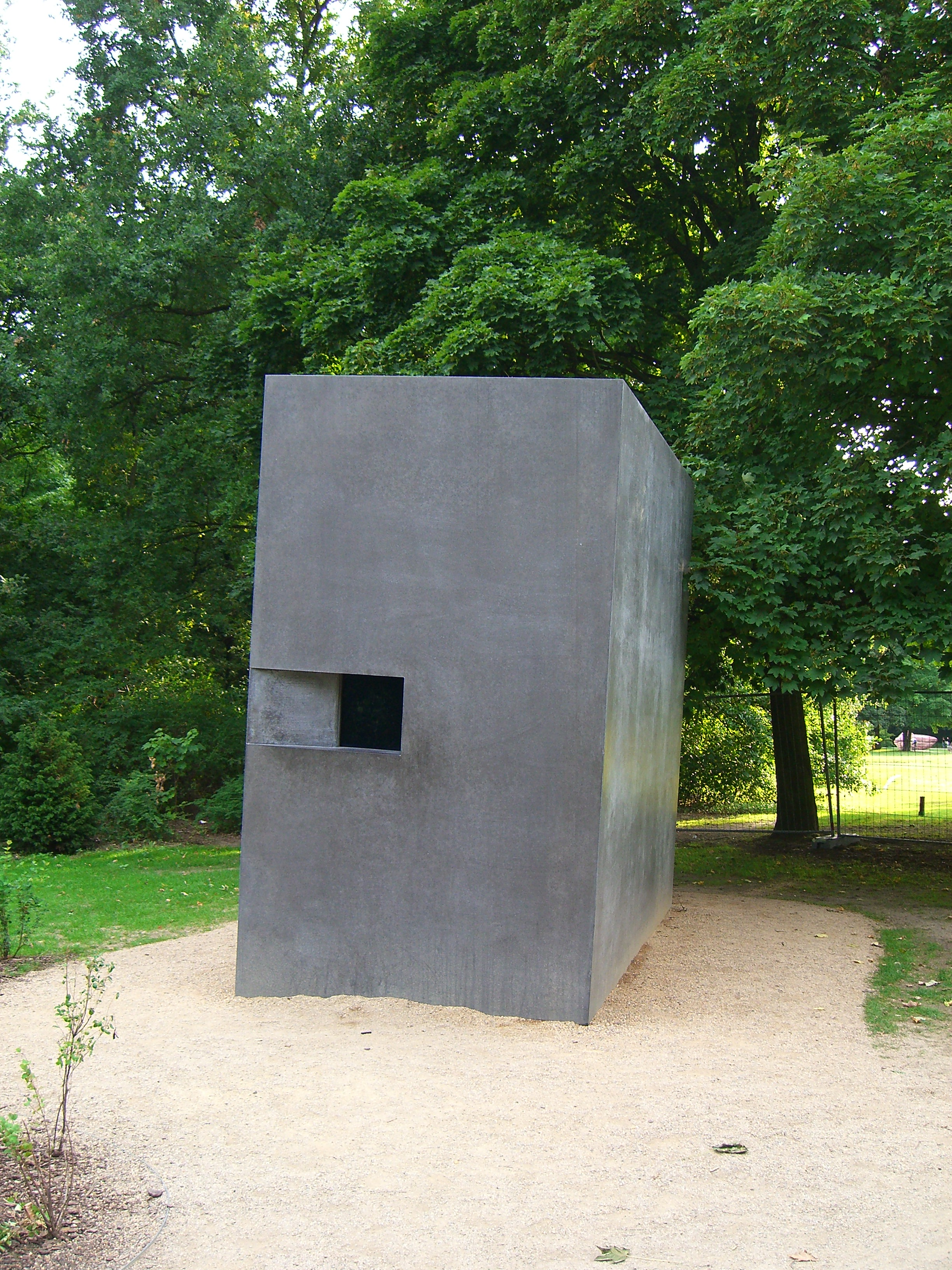
Minnesmärket för de homosexuella som förföljdes av nazisterna

Minnesmärket för de homosexuella som förföljdes av nazisterna (tyska: Das Denkmal für die im Nationalsozialismus verfolgten Homosexuellen) är ett minnesmärke för alla de homosexuella som förföljdes under Nazityskland. Det finns i Tiergarten i centrala Berlin och invigdes den 27 maj 2008.

## Bilder

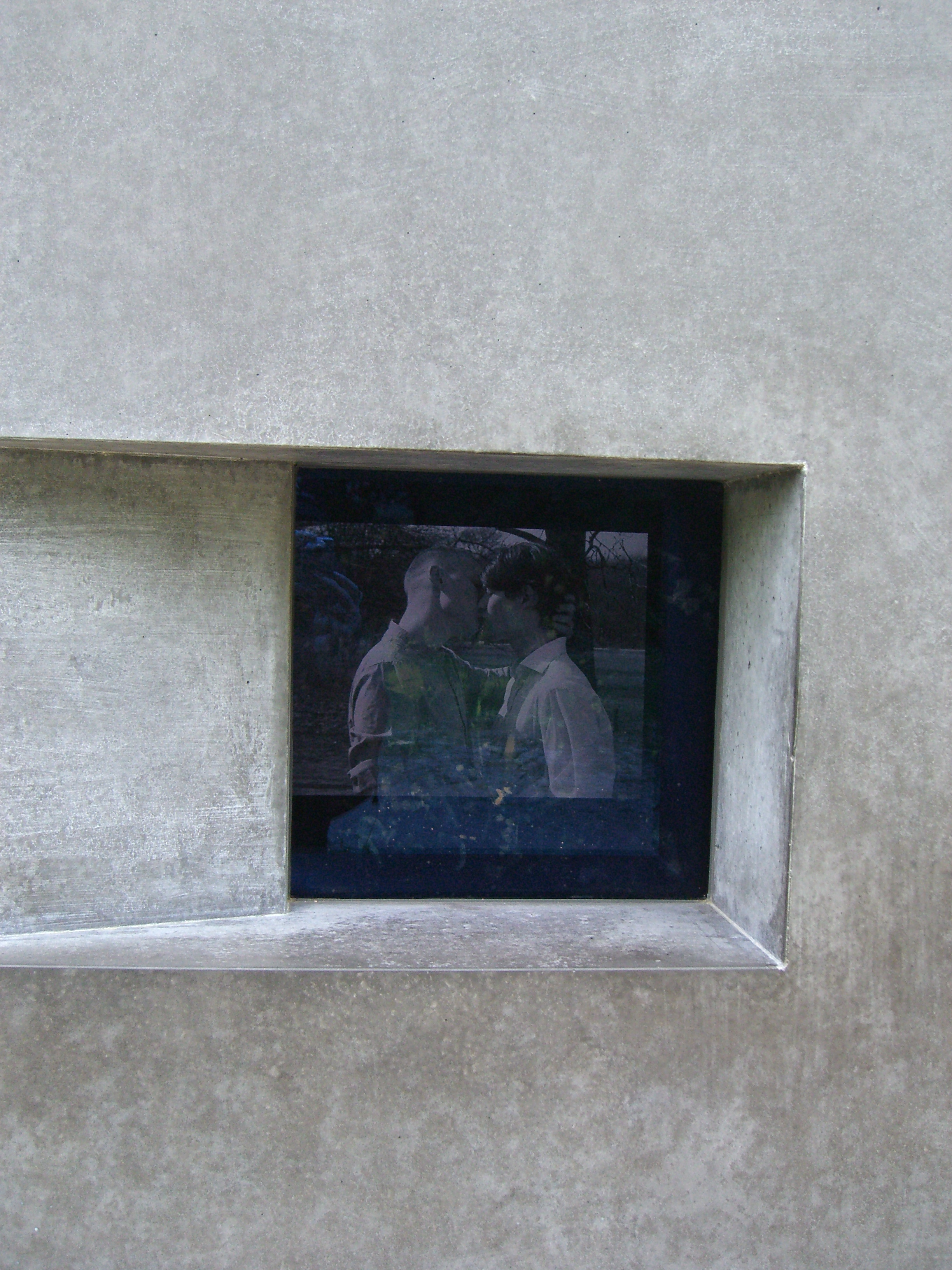
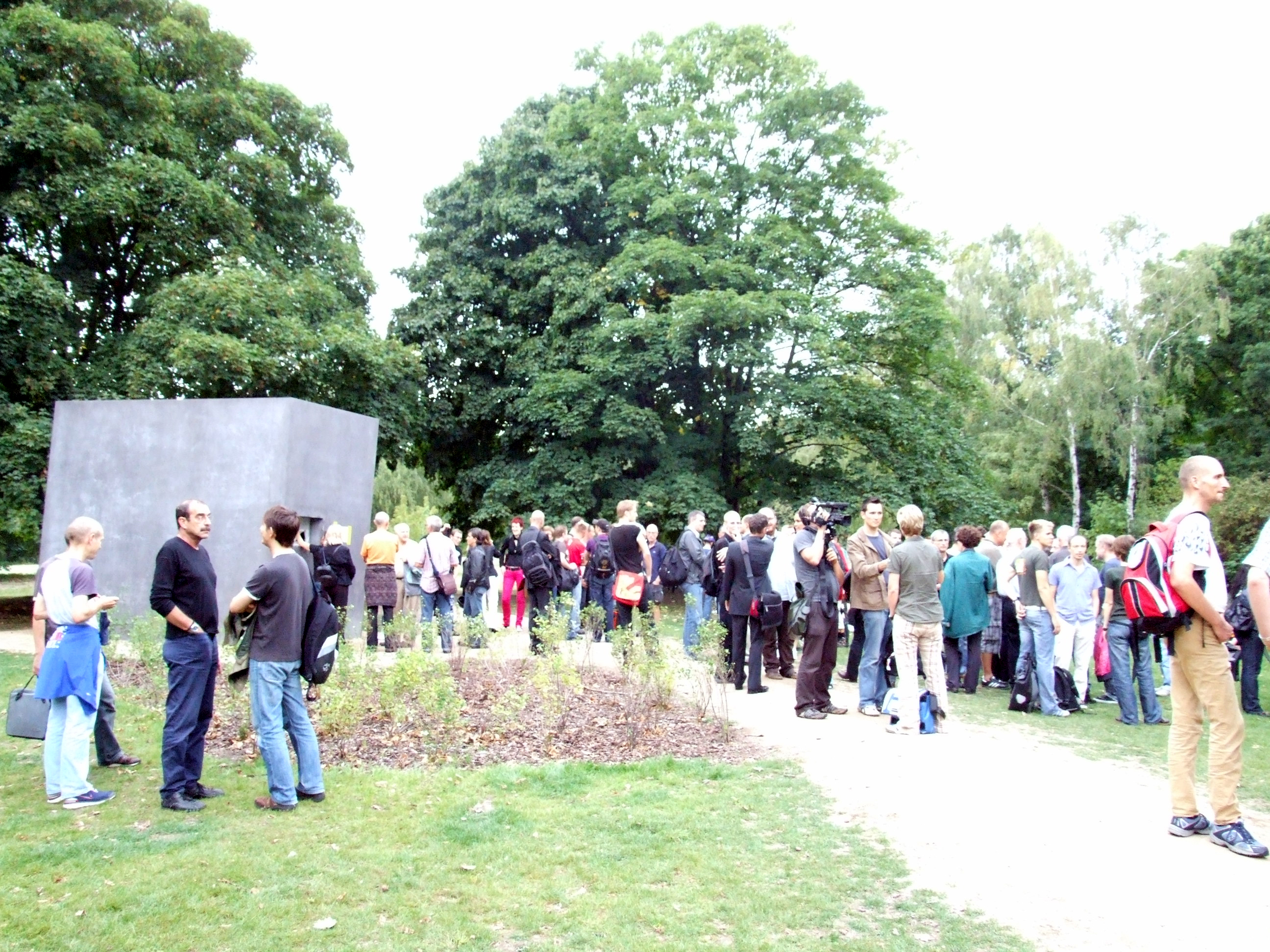
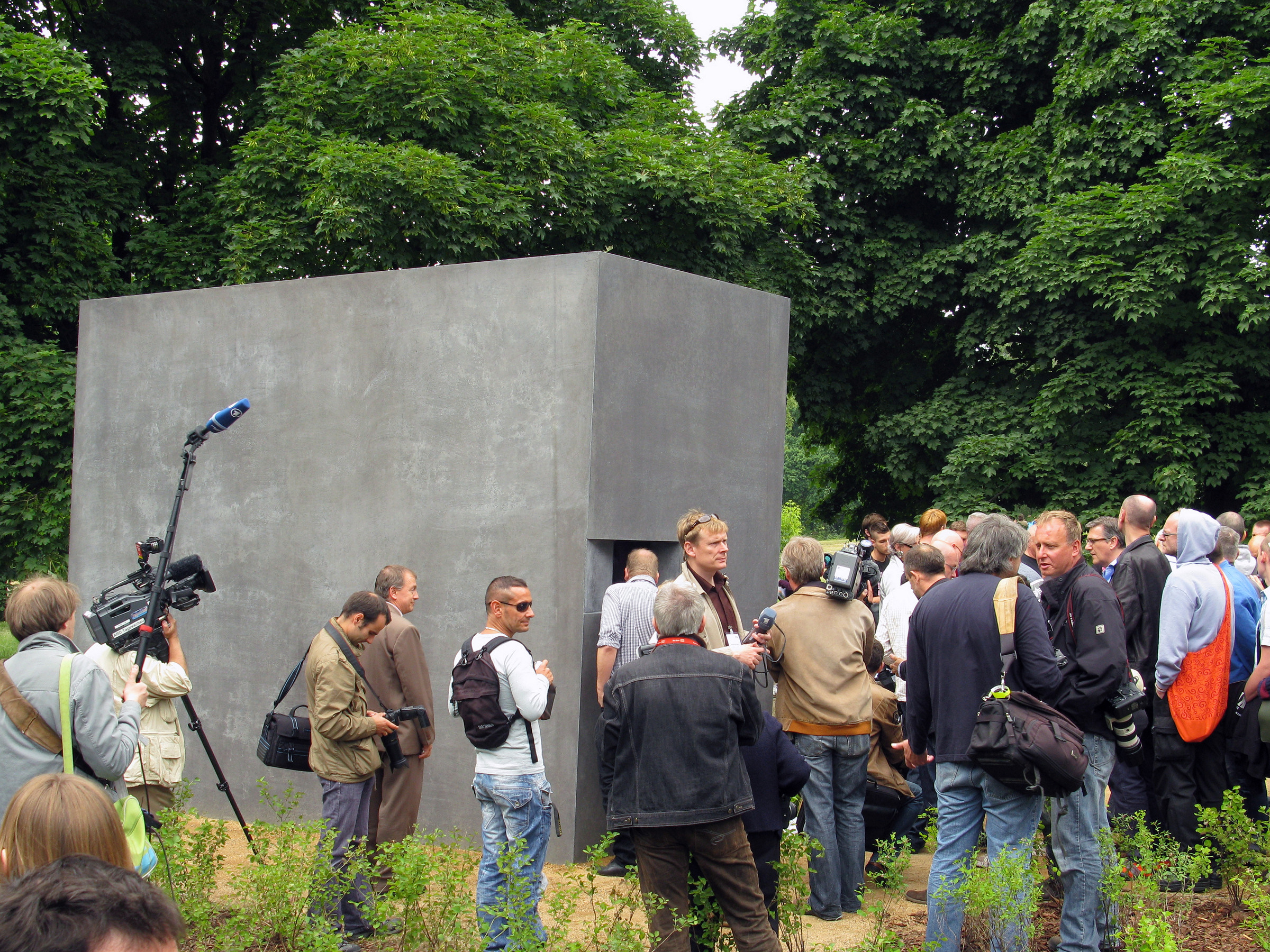
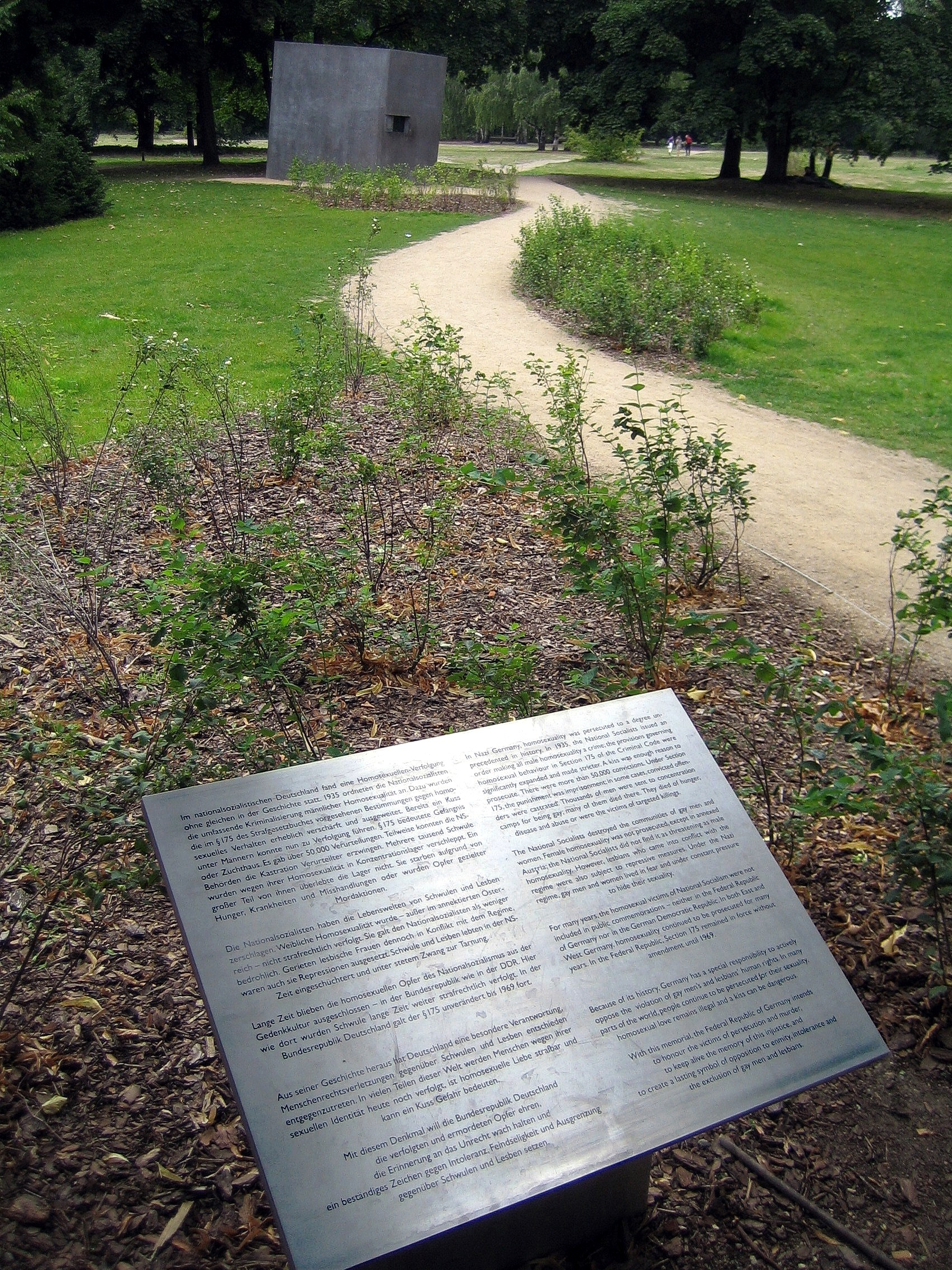